# IC 1648
IC 1648 ist eine linsenförmige Galaxie vom Hubble-Typ S0 im Sternbild Fische auf der Ekliptik. Sie ist schätzungsweise 253 Millionen Lichtjahre von der Milchstraße entfernt und hat einen Durchmesser von etwa 30.000 Lj.
Im selben Himmelsareal befinden sich u. a. die Galaxien NGC 431, NGC 443, NGC 447, IC 1638.
Das Objekt wurde am 7. Dezember 1899 von Stéphane Javelle entdeckt.